# Moulin fortifié de Canet
Le moulin fortifié de Canet est un moulin datant du XIIIe siècle situé à Canet, en France.

## Localisation
Le moulin est situé sur la commune de Canet, dans le département français de l'Aude.

## Historique
Le moulin a appartenu aux archevêques de Narbonne. Il est vendu comme bien national en 1791. Il est agrandi et transformé en minoterie, vers 1855, par la famille Barthez de Roubia.

Il subit un incendie en 1928. Il est désaffecté depuis.
L'édifice est inscrit au titre des monuments historiques en 1948.
Le moulin et ses abords immédiats sont classés au titre des sites naturels depuis 1943 et ses abords étendus sont inscrits au titre des sites naturels depuis 1942.
L'archéologue Sylvain Durand, effectue des recherches sur ce moulin et organise des visites.